# Chippewa River (Oberer See)
Der Chippewa River ist ein Zufluss des Oberen Sees in der kanadischen Provinz Ontario.
Der Chippewa River hat eine Länge von etwa 60 km. Kurz vor seiner Mündung überwindet er die Chippewa Falls. Er mündet schließlich 55 km nördlich von Sault Ste. Marie in die Batchawana Bay. Der Trans-Canada Highway (Ontario Highway 17) überquert den Fluss nahe der Mündung. Östlich des Chippewa River verläuft der Harmony River, westlich der Batchawana River.
Der Fluss gilt als gutes und leicht erreichbares Angelgewässer. Im Frühjahr lassen sich hier Regenbogenforellen fangen.